# 塞姆莱
塞姆莱（法語：Sémelay，法語發音：[semlɛ]）是法国涅夫勒省的一个市镇，位于该省南部，属于希农堡（城）区。

## 地理
塞姆莱（46°51'6"N, 3°51'5"E）面积33.53 平方千米，位于法国勃艮第-弗朗什-孔泰大區涅夫勒省，该省份为法国中部省份，北至约讷省，西北接卢瓦雷省，西接谢尔省，南至阿列省，东南接索恩-卢瓦尔省，东临科多尔省。
与塞姆莱接壤的市镇（或旧市镇、城区）包括：圣奥诺雷莱班、阿夫雷、希德、朗蒂、雷米伊、旺德内斯、维拉普松。

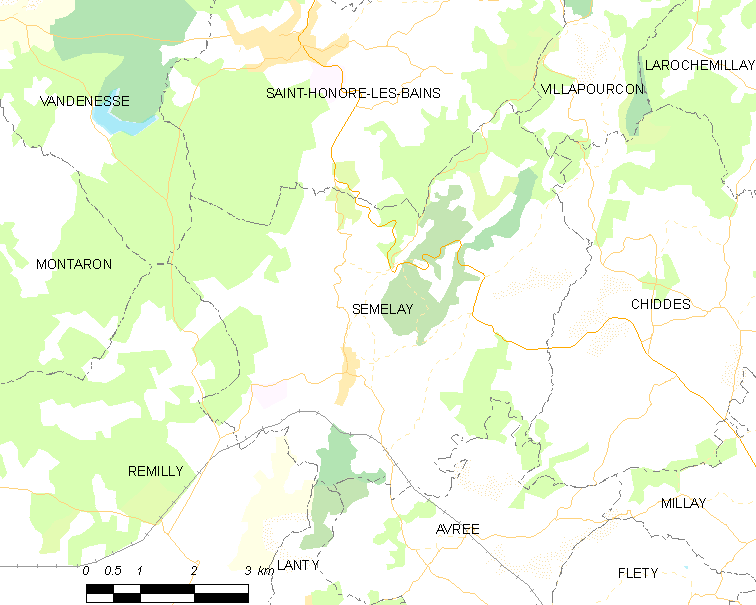
塞姆莱的OSM定位图

塞姆莱的时区为UTC+01:00、UTC+02:00（夏令时）。

## 行政
塞姆莱的邮政编码为58360，INSEE市镇编码为58276。

## 政治
塞姆莱所属的省级选区为吕济县。

## 人口

1962-2008年间塞姆莱人口变化图示

塞姆莱于2022年1月1日时的人口数量为223人。